# Altan khan
Altan khan eller Anda, född 1507, död 1582, var en mongolisk ledare över Tümedmongolerna. Altan khan var barnbarn till Dayan khan, och en ättling till Djingis khan.

## Biografi
Altan blev ledare över mongolerna i öster 1543, och utgjorde därefter ett konstant hot mot den kinesiska norra gränsen. Han kontrollerade området kring Gula flodens norra krökning vid  Ordosplatån där han uppförde sin huvudstad Köke khoto, 'Blå staden' (dagens Hohhot i Inre Mongoliet). Han satte upp ett hov som styrdes av en byråkrati i kinesisk stil med hjälp av kinesiska desertörer.
Altan khan förhandlade utan framgång med den kinesiska Mingdynastins hov om handelsavtal, vilket gjorde att han i stället utförde plundringsräder mot Kina. 1550 nådde hans militära kampanj ända fram till Pekings stadsmurar, men blev tvingad att dra sig tillbaka efter några dagar. Dessa ständiga attacker mot Kina fick kejsar Longqing att kraftigt bygga ut och förstärka kinesiska muren runt huvudstaden.
1571 slöts slutligen ett fredsavtal med det kinesiska hovet som också innebar rätten till handel med hästar och textiler. Kineserna gav honom även titeln Shunyi Wang (顺义王) ('Hörsam och rättfärdig prins'). 

## Gelug
I början av 1570-talet, och även 1577 skickade Altan khan delegationer till Drepungklostret i Lhasa för att bjuda in representanter för Gelug (en inriktning av Tibetansk buddhism) till Mongoliet. Sonam Gyatso accepterade inbjudan och reste till Altan khan. De båda inrättade en yon mchod-relation ('beskyddare - präst'), och Altan khan gav 1578 Sonam Gyatso titeln ghaikhamsigh vcir-a dar-a say-in cogh-tu buyan-tu dalai, förkortat Dalai lama. Altan khan var den förste att dela ut titeln Dalai lama. Gelug blev officiell religion under Altans styre.